# Теодора Ангелина (кесариса)
Теодра Ангелина (на гръцки: Θεοδώρα Αγγελίνα Theodora Angelina, ок. 1160 – сл. 1195) е византийска кесариса, сестра на императорите Алексий III Ангел и Исак II Ангел.
Теодора Ангелина е родена около 1160 г. и е дъщеря на Андроник Дука Ангел и съпругата му Ефросина. По-малка сестра е на императорите Алексий III Ангел и Исак II Ангел.
През зимата на 1186 – 1187 г. император Исак II Ангел предлага ръката на сестра си на Бонифаций Монфератски. Предложението на императора има за цел да възстанови плодотворния по врмето на Комнините съюз между Монфератския дом и Византия, насочен срещу Свещената империя. По това време обаче Бонифаций Монфератски вече е женен, поради което ръката на Теодора е предложена на брат му – Конрад Монфератски, чиято първа съпруга вече била покойница. Конрад приема предложението и през пролетта на 1187 г. пристига в Константинопол, за да се венчае със сестрата на василевса. По случай сватбата съпругът на Теодора бил почетен с титлата кесар. По това време съпругът на Теодора впечатлява византийския двор с красотата и интелигентността си.
Изглежда, бракът между Теодора и Конрад дава ефект, тъй като скоро след сватбата Конрад помага на императора да потуши бунта на Алексий Врана. Според Хониат именно Конрад вдъхнал кураж на императора да защити трона си от Врана и дори смело се сражавал в битката, в която генералът бил убит.
Бракът на Теодора обаче не продължава дълго. Присъствието на Конрад в двора разпалва антилатинските настроения в столицата, а и след поражението на Алексий Врана той си спечелва могъщи врагове в лицето на останалите членове на семейство Врана. Така през юли 1187 г. Конрад напуска Константинопол на борда на един генуезки търговски кораб и се отправя към Йерусалим. Изглежда, впоследствие бракът на Теодора е разтрогнат, тъй като през 1190 г. Конрад се жени за йерусалимската кралица Изабела I и по-късно е избран за крал на Йерусалим.
Последните сведения за Теодора Ангелина се отнасят към края на 90-те години на XII век, когато тя се замонашва в един далматински манастир.

### Цитирана литература
- Никита Хониат, Historia pp. 382 – 383, 394 – 395
- ((el)) Varzos, Konstantinos (1984). Η Γενεαλογία των Κομνηνών, B. Thessaloniki: Centre for Byzantine Studies, University of Thessaloniki, OCLC 834784665, архив на оригинала от 11 април 2019, https://web.archive.org/web/20190401112859/https://www.kbe.auth.gr/sites/default/files/bkm20b.pdf